# 寺下薫
寺下 薫（てらした  かおる）は、問題解決専門家。コンタクトセンター専門家。ビジネス書作家。カスタマーハラスメント専門家。講演家。株式会社クリエイトキャリア 代表取締役社長。元Yahoo! JAPANの人材開発責任者。ソフトバンクユニバーシティ認定講師、元サイバー大学客員講師。マンダラチャート認定コーチ。IT協会カスタマー表彰制度審査委員。コンタクトセンターアワード審査委員。キャリアコンサルタント（国家資格）。　

## 略歴
大学卒業後、外資系企業（スイスが本社）を経て、ヤフーに入社。人材開発の責任者として長年従事。
2009年：Yahoo! JAPAN入社
2013年：ソフトバンクユニバーシティ認定講師就任
2014年：コンタクトセンターアワード2014 リーダー・オブ・ザ・イヤーを受賞
2015年：北九州市から依頼を受け、北九州コンタクトセンター協議会の講師に就任
2018年：サイバー大学客員講師就任
2018年：人事に異動になり、全社員の人材開発に従事。キャリアコンサルタントとしての活動をスタート。ビジネス書「世界一速い問題解決」を出版。クリエイトキャリアを起業
2019年：Yahoo! JAPANを退職して、独立
2020年：2冊目の著書「実は、仕事で困ったことがありまして」を出版
2022年：情報処理学会コンタクトセンターフォーラム代表に就任。コンタクトセンター向けYouTube大学「CC-University」を開設。コースディレクターに就任
2023年：日経BPより「ChatGPTで経営支援 強い組織の築き方」を共著で出版
2024年：リックテレコムより「スーパーバイザーの教科書」を出版
2024年：日経BPより「一流のリーダーが磨く　伝え上手聞き上手のメソッド」出版
2025年：株式会社クリエイトキャリア を設立し、代表取締役に就任。

### 外資系企業時代のエピソード
- プロジェクトリーダー募集という広告に惹かれて入社したら、実は、コールセンター配属で驚きだったとコールセンタージャパンの雑誌の対談記事で述べている。

- 本社採用だったが、2ヶ月後には地方に転勤を言い渡され、本人は左遷と勝手に思い込み、当時は悩んだらしいが、実は栄転だったと2018年に開催されたIT協会のキャリアの講演で語っていた。

- 現場の立ち上げ、立て直しを中心に仕事をしていたが、24時間365日稼働の200名超の大型センターの現場責任者も務めている。

- 当時から人材育成に対する思いを強く持っていたため、中途採用研修などにも積極的に携わっていた。

### ヤフー時代のエピソード
- 毎朝、7時30分に出社し、16時30分に退社する生活を送っていたとのこと。「管理職が早く帰らなければ、部下は帰れない」と述べ、多忙だった管理職時代も残業は、ゼロを目指して仕事をしていたと研修で語っている。

- 役員に残業時間削減の提案をしたら、役員の前で研修をやることになってしまったと講演で、笑い話として語っていた。

- 榎本まみが書いている書籍「督促OLコールセンターガイド[2]」の中に出てくる登場人物のT島さんは、寺下のことである。座談会の様子も写真で出ているが、似顔絵になっており、よく似ている。

- ヤフー入社後に読んだビジネス書をオフィスの自分の机の上に積み上げていったら、本の壁ができてしまい、「地震の時に危ないからどうにかしなさい！」と役員に指導され、何十回かに分けて自宅に持ち帰っていたとブログで紹介している。

- コンタクトセンターの地位向上と顧客第一を実践させるため、全新入社員をコンタクトセンターで顧客対応させたいと社長に提案して、2016年より実現している。

- カルビーに指導を仰ぎ、ヤフーでサポーターズクラブというYahoo! JAPANが大好きなお客様を集めるプロジェクトチームを発足している。その後、サポーターズクラブという部署が出来ている。

- 福岡県にある大型センター（北九州センター）の立ち上げを担当している。

- NHKの『プロフェッショナル仕事の流儀』のプロデューサーから声がかかったことがある。プロデューサーの第一印象は、「面白そうな人」だったとその当時のメールを講演で投影している。「ガイアの夜明け」（クレームに立ち向かえの回）にも出演して役所広司と共演している。

- 社長から1.5日で200席のクレーム対応センターの立ち上げを指示され、実行している。休みの日に役員から電話がかかってきて、センター立ち上げのために大阪や札幌間を奔走した時の話は、著書「世界一速い問題解決」にも記述がある。

### クリエイトキャリア 時代のエピソード
- YouTubeのCSクレイジーバンドが主催するCSチャンネルに出演している。

- YouTubeのCCユニバーシティ おしゃべりトークに出演している。

- 独立後、2冊目と3冊目のビジネス書を出版している。

- 日経BPより「ChatGPTで経営支援 強い組織の築き方」を共著で出版した際、1冊目はamazonランキングでホリエモンに勝てなかったが、3冊目で1位を獲得し、リベンジを果たすことができたと述べている。

## 研修
- トレーナーとしての基礎は、ソフトバンクで学んだと講演で語っており、6年近くトップ講師として登壇しており、ビジネス書のプロフィールにも記載がある。

- 「人は変われるを証明する研修」と謳っており、講演でも実際の受講者がアンケートに手書きで「人生観が変わった」と書いているアンケートを実際に投影している。

### 研修のスタイル
- 研修では、聴いて満足や参加して勉強になっただけでは不十分であり、学んだことを必ず行動に起こすように受講生に指導している。

- 個人やグループによるワークショップによって、受講生に気づきを与えていく手法を取り入れている。時間内にどれだけ多くの気づきを与えられるかが研修の重要な鍵と述べている。

### 研修の実績
- ヤフー人事時代は、新卒や管理職育成、キャリア教育に従事している。

- ヤフー時代は、問題解決研修やリーダーシップ研修、新卒研修、管理職研修、プレゼンテーション研修、コンタクトセンター向け研修、1on1研修など研修を行っていた。

- ユニークな人材を輩出することで知られるソフトバンクユニバーシティの認定講師として問題解決の授業を6年以上にわたって担当している。

- 研修を受講して、劇的に変化する者が現れることから、「寺下再生工場」と呼ばれることもある。

- サイバー大学でも授業を受け持っており、客員講師として教えていたこともある。

- ボランティアで、自殺防止のための「命の授業」を首都圏の小学校から大学まで、無料で行っており、成城大学をはじめ、いくつかの学校でも開催されている。いじめや貧困、家庭環境などの問題に直面した子供たちが自分たちの力で問題を切り抜けていけるような知識を教える授業である。

- 中小企業から大企業まで対応しており、9割がリピーターで、２年先まで予約を入れる企業も現れているとメルマガで述べている。

## SV研究会（問題解決養成塾）

### 設立経緯
- 自身が勤めていたヤフーだけ育成していても意味はないと考え、これまでに71社236名の管理者を育成するなどして、コンタクトセンター業界の地位向上を目指して活動。

### SV研究会の内容
- ジョンソン・エンド・ジョンソンや大和証券、東京ガスカスタマーサポート、リクルート、ファンケル、オルビスなどがサポーター企業となり、問題解決養成塾「SV 研究会」を2013年に立ち上げている。

- SV研究会は4回の研修で1セット。

- サポーターには、多摩大学院客員教授の諏訪良武が着任している。

- 参加者の上司が見学に訪れる珍しい研修であり、上長が参加することもあるユニークな研修である。

### SV研究会の実績
- 当時は、ポケットマネーで開催していたところ、それを見かねたプラス株式会社がスポンサー企業として、文房具を提供するなどしてくれて、大変助かったと講演で述べている。

- 参加者（当時はスーパーバイザーでオペレータの管理者）のほとんどがキャリアアップし、管理職になっていると、講演で語っている。ヤフーでは、最初、周りや上司から理解が得られなかったと情報処理学会のソフトウエアジャパンで語っている。

- SV研究会は、育成方法がユニークなため、参加者の上長も多数見学に訪れる珍しい講座である。

- SV研究会をやっていた時に参加していた受講生のある会社の常務取締役から、いきなり呼び出されたので、何か怒られるのかと思って、ビクビクしながら待ち合わせ場所に行ったら、参加者が劇的に成長したということで、お礼の食事会だったと講演で笑い話として語っていた。

## コンサルティング
- 2021年頃から本格的にコンサルティングを行っている。新会社の立ち上げや業務改善、業務フロー効率化、マニュアル作成など、企業のお困りごとを解決する支援を行なっている。一度依頼を受けると、リピートされる企業が多いと講演で述べていた。

- 東京ガスのカスタマーハラスメントに関する制度構築の支援を行っていたと講演で述べており、雑誌コールセンタージャパンの2024年の2月号でも記事が掲載されている[3]。

## キャリアコンサルタント（国家資格）

### キャリアカウンセラーとしての活動
- 大学生から社会人までキャリアカウンセリングを行っている。

- キャリアに関する企業研修も実施しており、ヤフー時代も管理職に対するキャリア教育に従事。

### 国家試験について
- キャリアコンサルタントの国家試験は、2018年に合格。

- 試験対策の指導実績もあり、その指導を受けた人は、ほぼ100％国家試験を短期間、低コストで一発合格している。

- ビジネス書を執筆しながらの専門学校通学や試験勉強で、非常に難しい試験の回だったので、大変だったと講演で語っている。

## 著書
- 「世界一速い問題解決」（ソフトバンククリエイティブ）2018年
- 「実は、仕事で困ったことがありまして」（大和書房）2020年
- 「ChatGPTで経営支援 強い組織の築き方」（日経BP）2023年
- 「スーパーバイザーの教科書」（リックテレコム）2024年
- 「一流のリーダーが磨く伝え上手聞き上手のメソッド」（日経BP）2024年

- 1冊目は、Yahoo! JAPANで働きながらの執筆活動だったため、午前3時に起床して、原稿を書いていたと講演で語っていた。

- ヤフーでは、約6,000人くらい社員がいて、ビジネス書を出版しているのは、たった5人ほどしかおらず、そのうちの1人。

- 本は、10万字の原稿を2か月で書くのも大変だが、発売した後、認知してもらうことの方がもっと大変だと日本菓子BB協会の講演で語っている。

### 「世界一速い問題解決」SBクリエイティブ（2018年9月出版）
- 「世界一速い問題解決[4]」は、台湾、タイ、中国（香港、マカオ含む）、ベトナムでの翻訳本が出版されている。

- 翻訳本の台湾版のタイトルは、「超神速問題解決術」であり、タイ版のタイトルは「วิธีแก้ปัญหาที่รวดเร็วที่สุดในโลก (High-speed Problem Solving)」、中国版タイトルは「倍速工作」である。見本誌が出版社から送られてきた時、本人は自分の本と気づかなかったと、講演で笑い話として述べている。タイ版は増刷をしたとメルマガで述べている。

- 1冊目の原稿執筆がなかなか進まず悩んでいた時、同じ会社で、しかも同じ出版社から本を出すために原稿を書いていた「1分で話せ」のベストセラー作家の伊藤羊一（ヤフーアカデミア学長）に相談したところ、「まじでメンタルやられそうだった」と回答され、あまり参考にならなかったと出版の講演会で笑い話として語っていた。

### 「実は、仕事で困ったことがありまして」大和書房（2020年1月出版）
- 2冊目「実は、仕事で困ったことがありまして[5]」は、出版社から手紙で執筆依頼が来たが、アシスタントのスタッフが間違ってその手紙を捨てそうになっていて、出版が幻に終わった可能性もあるというエピソードを講演で語っている。

### 「ChatGPTで経営支援 強い組織の築き方」日経BP（2023年11月出版）
・3冊目「ChatGPTで経営支援 強い組織の築き方」は、経営者仲間と共著で出版している。

### 「スーパーバイザーの教科書」リックテレコム（2024年6月出版）
- 4冊目「スーパーバイザーの教科書[6]」を出版。

### 「一流のリーダーが磨く 伝え上手聞き上手のメソッド」日経BP（2024年11月出版）
- 5冊目「一流のリーダーが磨く 伝え上手聞き上手のメソッド[7]」を出版。

## 論文
- 「Yahoo! JAPAN における顧客対応体験による経営貢献」（情報処理学会デジタルプラクティス）2013年
- 「SV育成から見える問題解決力の育て方〜問題解決力を習得させる4つのステップ〜[8]」（情報処理学会デジタルプラクティス）2018年
- 「経験学習と問題解決スキル―問題解決養成塾SV研究会から見えてきた習得方法の極意―[9]」（情報処理学会デジタルプラクティス）2021年
- 「ハイブリッド式リーダー育成[10]」（情報処理学会デジタルプラクティス）2024年

## YouTube
- 上司学（CSクレイジーバンド）
- コールセンターサロン
- 2022年からCC-Universityを開設し、YouTubeなどで動画配信を積極的にしている。コースディレクターに就任している。

## メディア出演

### WEB
- 東洋経済ONLINE
  - 「部下のメンタル壊す「危険な上司たち」の特徴[11]」
  - 「上司の評価」に不満を持つだけ人の悲しい末路[12]

- 日本経済新聞 元ヤフーの人材責任者が指南 トラブル解決「虎の巻」[13]
- 教えて！goo 「「俺って怖い？」苦手な上司にそう聞かれたらどうすればよいのか、人材育成のプロに聞いてみた」[14]

- Lifehacker 「締切が守れない」「定時に帰りにくい」。若手社員の悩みはこう解決できる

- ダヴィンチニュース「やるべきことを後回しにしてスケジュールが守れない…優先順位の付け方がわからなくなる…仕事の悩みを周りに相談できないあなたへ[15]」

- マイナビニュース「仕事の"気合い"を入れるには?」

- 北海道新聞朝刊「北海道庁のリアル」

### ラジオ
- FM西東京「おもてなしCafe」出演（2017年3月）

### 雑誌

#### 連載記事
- コンタクトセンター・マネジメント「やる気になる質問でSV自身が考え、実行に変えさせるSV育成法」（CCM総合研究所）

- 月刊コールセンタージャパン「SVの教科書」「スーパーバイザー道場」「問題解決のプロが教えるコールセンター「相談広場」（2021年）」（リックテレコム）

- 月刊コールセンタージャパン「スーパーバイザーの教科書 Essential」（2024年）」（リックテレコム）

#### 取材記事
月刊「プロパートナー」2020年3月号
北海道新聞　北海道庁のリアル　2024年7月18日朝刊
税理士ch その一言が命取り！顧客の信頼をつかむ会計事務所のクレーム対応術　2025年5月１６日

### 審査員について
- コンタクトセンター・アワードの個人賞部門の審査員に就任している。

- IT協会カスタマー表彰制度審査委員会の審査員に就任している。

## 講演
- 大きな講演で、あまりに緊張し、緊張を解くためにトイレで大声で発声練習をしていたら、トイレの個室にいた人から不審者扱いされた話は、講演のネタである。

- 若い時は、パワーポイントやエクセルも全然できず、苦労したと語っている。努力した結果、ヤフーの社長の資料を作るまでになったとも語っていた。

### テーマ
- 問題解決、顧客満足向上、クレーム対応、人材育成、キャリア、副業、ヒューマンエラーなどビジネスマンが興味を持つ講演テーマが多い。2024年のイベントでは、本を書いている影響なのか、生成AIやカスタマーハラスメントに関する内容で講演されている。

### 講演実績
- リクルートや情報処理学会、日本菓子BB協会、IT協会、コールセンターデモカンファレンス、宿屋大学、HDIアカデミー、日本コールセンター協会、顧客ロイヤルティ協会、安全大会などで講演している。

- リクルートの本社ビルであるグラントウキョウサウスタワー41階にあるアカデミーホールを見学した際、「いつかこんな所で講演してみたい」と語っていたら、2017年5月に開催された「CSシンポジウム」という講演で実現している。その講演の中で、「夢は、声に出すことから一歩が始まる」と語っている。

## メールマガジン
- 毎週1回、8年以上に渡って配信されているが、メルマガは一般には公開されていない。内容が非常に面白く、勉強になるため、企業によっては、全部署に転送されていたりしている。紹介以外の新規の申込は受けていないとメルマガ上でも告知している。